# 箱根登山鉄道2000形電車
箱根登山鉄道2000形電車（はこねとざんてつどう2000がたでんしゃ）は、小田急箱根（旧：箱根登山鉄道）が1989年（平成元年）3月から運用している旅客用電車である。
本項では、1000形については「ベルニナ号」と、3000形については「アレグラ号」と、本形式2000形については「サン・モリッツ号」と表記する。

## 概要
箱根登山鉄道では初となる冷房車で、姉妹鉄道提携を結んでいるスイスのレーティッシュ鉄道の沿線にある観光地にちなんで「サン・モリッツ号」という愛称が設定された。当初は2両編成で登場し、1991年には2両編成が1編成増備され、2両編成×2編成となった。その後、1993年には中間車2両を増備して3両編成×2編成に組成変更され、1997年には3両編成×1編成が増備された。

## 登場の経緯
箱根登山鉄道では、1979年6月以降はレーティッシュ鉄道との姉妹鉄道提携を結んでおり、1986年には姉妹鉄道提携7周年記念として「サンモリッツとの友好の集い」が開催されるなど、友好的な交流が行われていた。
一方、箱根登山鉄道は1988年に創業100周年を迎えることから、記念行事の一環として、輸送力増強のための新型車両を導入することになった。新型車両製造にあたっては、それまで鉄道線の車両には冷房車が存在せず、一部の観光客から苦情もあったため、新型車両では冷房を装備することになった。また、1989年はレーティッシュ鉄道との姉妹鉄道提携10周年にあたることから、スイス政府観光局とサンモリッツ観光局の協力を得て、新型車両は「サン・モリッツ号」と命名されることになった。
こうして、箱根登山鉄道の電車では初の冷房車として登場したのが2000形「サン・モリッツ号」である。

## 車両概説
本項では、落成当時の仕様を記述する。
「サン・モリッツ号」は当初は全長15m級の車両による2両編成が製造され、1993年に3両編成化のために中間車が増備された。1997年には3両編成で製造された。先頭車は制御電動車で形式は奇数番号がクモハ2000形・偶数番号がクモハ2100形、中間車は電動車でモハ2200形と称する。車両番号については、巻末の編成表を参照。

### 車体
車体長13,800mm・全長14,660mmで、車体幅2,520mm・全幅2,580mmの全金属製車体である。屋根・側面・連結面の外板には耐蝕性鋼板を採用した。床面の高さは軌条面から1,128mmである。
クモハ2000形・クモハ2100形の正面は非貫通型で、視界を広げるために窓ガラスは大型ガラスを採用した。側面客用扉は各車両とも片開き扉2箇所で、扉の幅は1,000mm幅とした。側面窓は眺望に配慮してバランサーつきの1段下降窓で、窓の大きさは単独の窓で幅850mm・高さ1,000mmとして、眺望に配慮した。連結面には非常時において旅客の避難誘導が出来るよう、箱根登山鉄道では初めて非常用の貫通路を設けた。
車体の色は箱根ゴールデンコースのイメージカラーを強調することをねらい、前面と窓周りはストロベリーレッドの帯を巻き、側面腰板部分にはスレンレッドの帯を入れた。この塗装は小田急ロマンスカーの10000形HiSE車と同様の配色である。正面下部には箱根登山鉄道の車両では初めてスカートを設けた。

### 内装

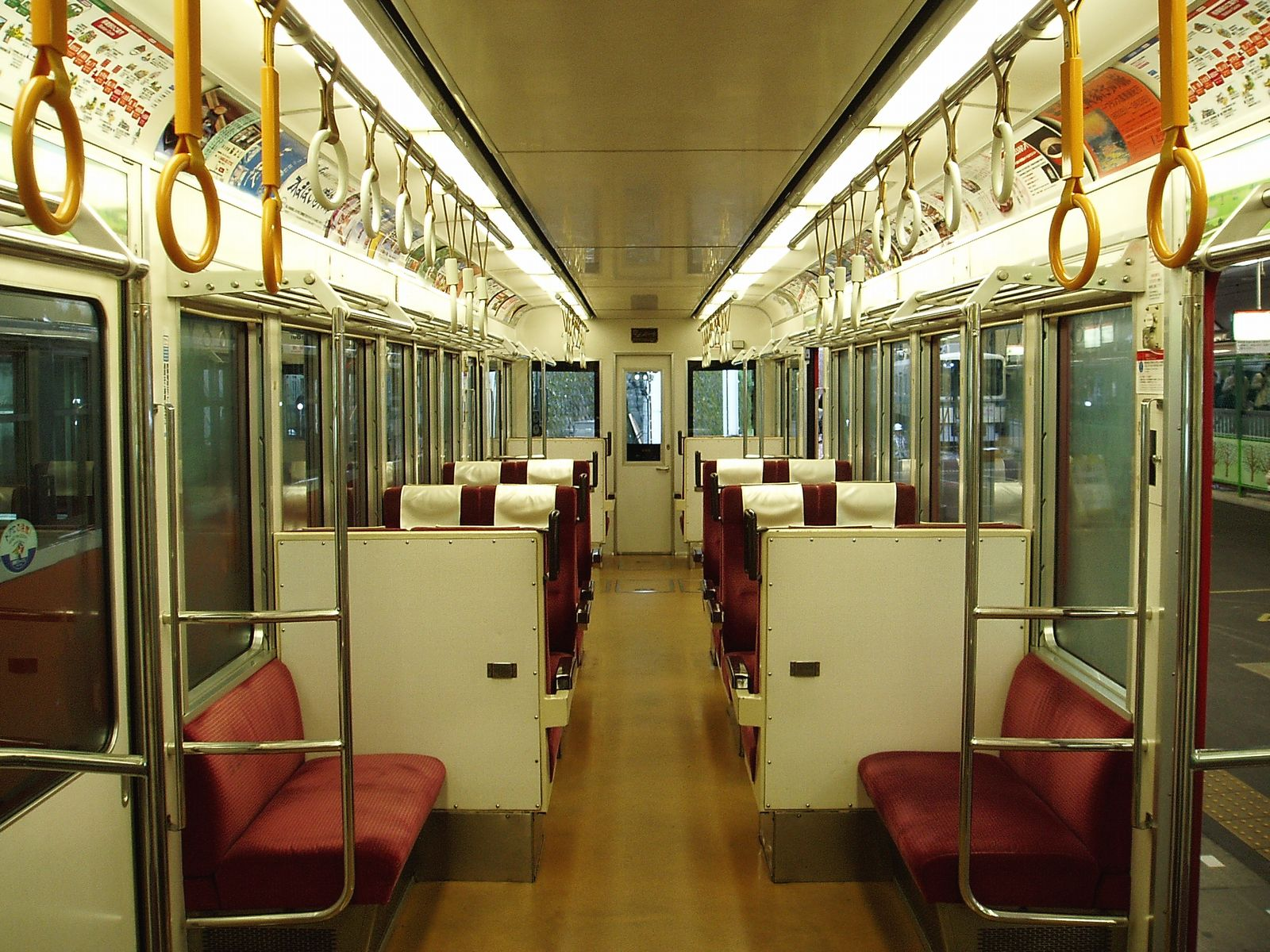
先頭車の車内(改装前)

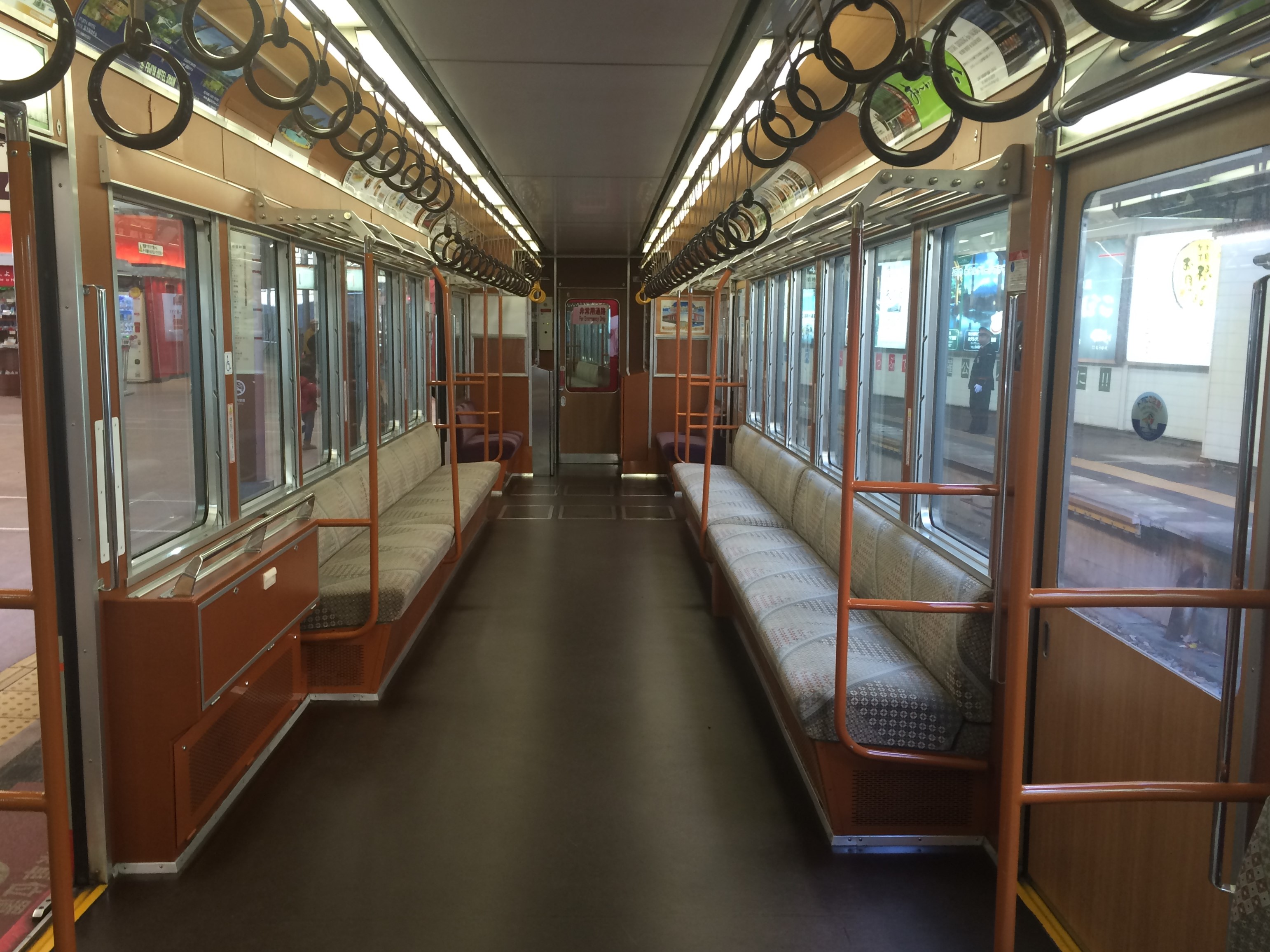
先頭車の車内(2016年撮影)

座席は乗客の流れを考慮し、客用扉両脇がロングシート、客用扉間は16人分は固定クロスシート（ボックスシート）としたほか、乗務員室直後には前向きにクロスシートを配置した展望席とした。
室内の配色については1両ごとに変えられている。奇数番号の車両が赤系統、偶数番号の車両が青系統としており、車内壁面や床の色もそれに合わせた色調となっている。車内の照明装置は交流200V仕様の40W蛍光灯14本と交流200V仕様の20W蛍光灯2本、直流100V仕様の40W蛍光灯2本である。

### 冷房装置
「サン・モリッツ号」では、箱根登山鉄道の車両としては初めて冷房装置を搭載した。鉄道線の特殊な路線条件により車体長が短い上、全て電動車であることから艤装面積も確保できず、屋根の上にも抵抗器があるため取り付けスペースがない。このため、連結面側の客室内床上に冷房装置を設置することとし、13,000kcal/hの能力を有するインバータ式床置き冷房装置を1両あたり2台搭載した。

### 主要機器
主要な機器は「ベルニナ号」と同一仕様である。

#### 乗務員室
運転士が乗務する乗務員室（運転室）は中央運転台とし、運転席の座席は回転式のバケットシートを取り付けた。運転台コンソールは基本的には「ベルニナ号」と同一である。
正面窓は熱線入りの防曇ガラスとし、3段切り替え式の電動ワイパーを装備した。

#### 電装品・台車

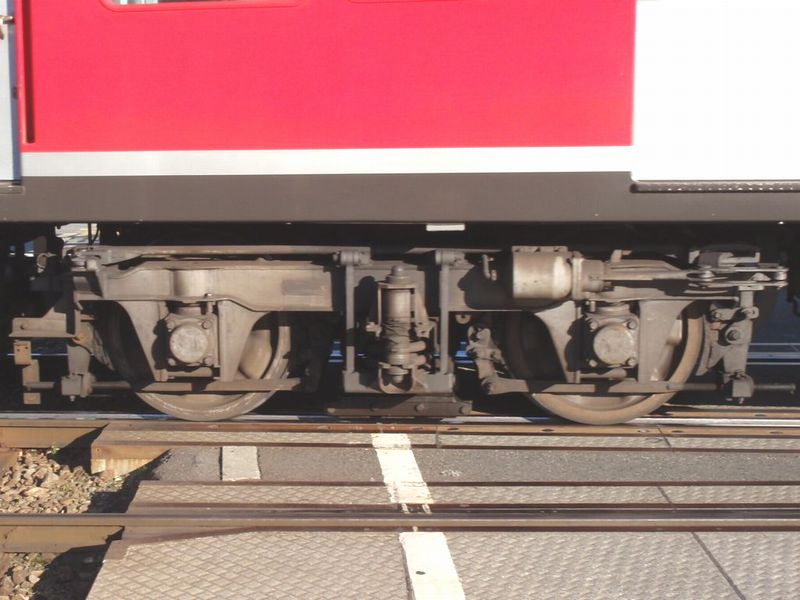
TS-330A形台車

制御方式は、1台で4基の電動機の制御を行い（1C4M）、主回路接続は4つの電動機を全て直列に接続する方式（永久4S）とした。駆動装置は中空軸撓み板継手平行カルダン方式である。
台車は半径30mの急曲線を通過するため、「ベルニナ号」と同様に軸間距離1,800mmとした車輪径860mmの軸ばね式コイルばね台車である東急車輛製造のTS-330A形を採用した。

#### ブレーキ装置
ブレーキ（制動装置）は応荷重機構付電空併用電気指令式電磁直通制動のHRD-1形を採用した。基礎ブレーキ装置の制輪子は鋳鉄製である。主抵抗器はそれまでの車両と同様に屋根上に設置した。
これらのブレーキ装置とは別に、箱根登山鉄道独自の保安ブレーキとしてレール圧着ブレーキを装備した。

#### その他機器
補助電源装置は、クモハ2100形とモハ2200形に45kVAのDC-DCコンバータを搭載した。集電装置（パンタグラフ）は各車両の屋根上に、PT4816-A-M形下枠交差式パンタグラフを設置した。編成両端の連結器については住友金属工業のKS22-C形密着連結器を採用した。
行先表示器・運転台モニタ表示器・尾灯などの灯火類は発光ダイオード (LED) 式に変更したほか、モハ2200形では側面の窓上中央部にLED式の行先表示器が設けられた。
このほか、箱根登山鉄道では急曲線で撒水を行うため、「サン・モリッツ号」でも各車両車端部に水タンクを設置した。

## 沿革

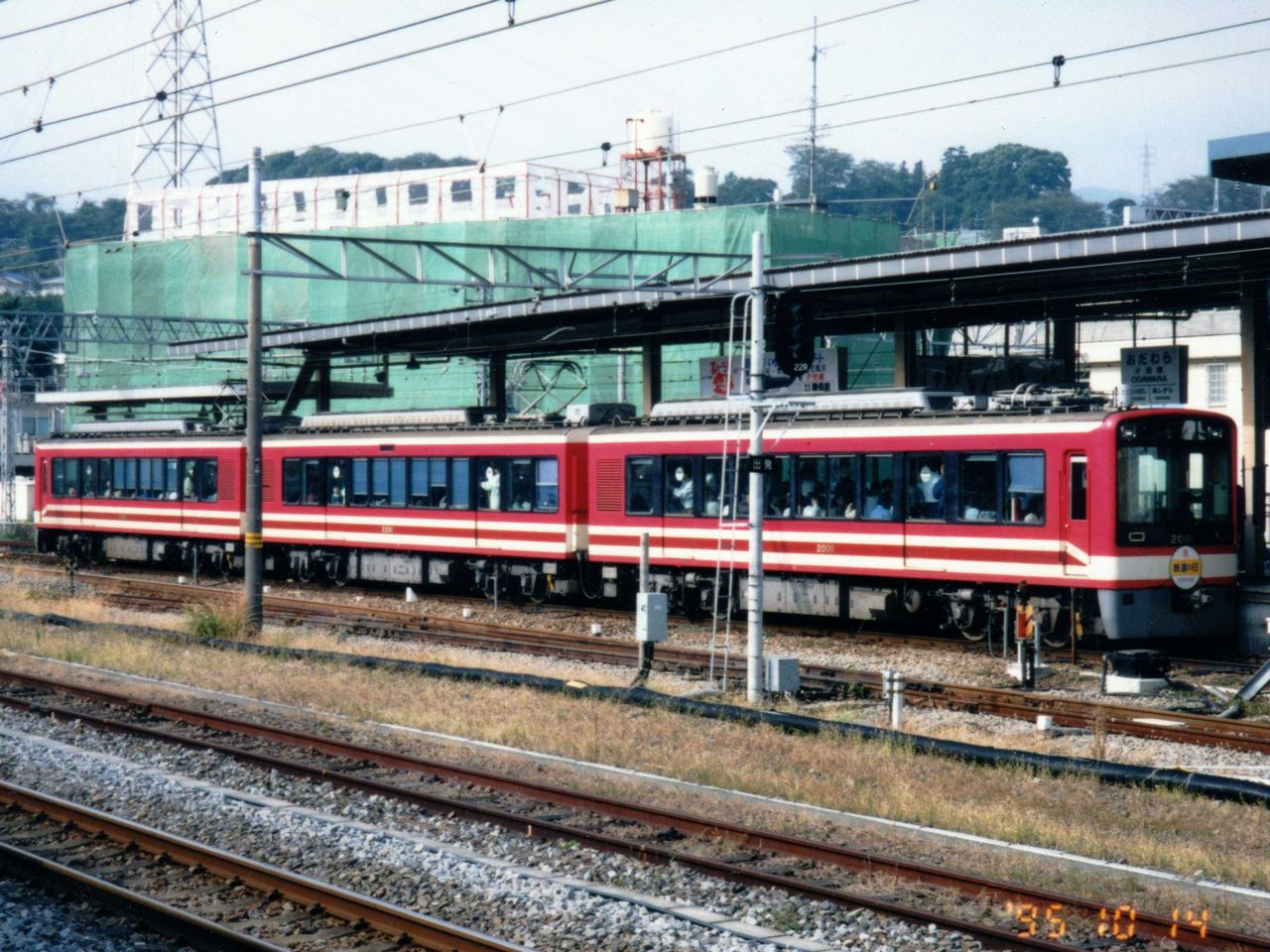
3両編成となった「サン・モリッツ号」

「サン・モリッツ号」第1編成（クモハ2001+クモハ2002）は、1989年3月18日から運用を開始した。1991年には第2編成（クモハ2003+クモハ2004）が増備された。
その後、輸送力増強のため、鉄道線では1993年からは3両編成での運行が行われることになり、これに対応するために「サン・モリッツ号」は中間車2両（モハ2201・モハ2202）を増備して3両固定編成とすることになった。同年12月8日の深夜に入線された中間車を組み込んだ「サン・モリッツ号」は、同年12月15日から箱根登山鉄道では初の3両固定編成としての運用を開始した。
その後、1997年6月17日付で「サン・モリッツ号」の第3編成（クモハ2005+モハ2203+クモハ2006）が増備された。この第3編成では当初より3両編成で入線した。この第3編成では自動放送装置が設けられ、その後他の車両にも設置された。1999年3月には第1編成がレーティッシュ鉄道の車両と同じ塗装デザインに変更された。当初は2000年12月までの期間限定の予定であったが、その後2002年頃には第3編成も同じ塗装デザインに変更されていた。また、2002年7月11日から9月まで、彫刻の森美術館で行われたイベント「とっとこハム太郎美術館」にの宣伝を兼ねて、第1編成に「とっとこハム太郎」のイラストが描かれた。
2004年には「ベルニナ号」に冷房化改造が行われることになったが、「ベルニナ号」の補助電源装置の容量が小さかった。経費を節減するため、大容量の電源装置を装備する「サン・モリッツ号」の中間車を連結することによって冷房用の電源を確保することとなり、モハ2201・モハ2202の2両は「サン・モリッツ号」の編成から外され、「ベルニナ号」に組み込まれた。これによって、第1編成・第2編成はその後2両編成で運用されることになった。これと同時期に前面下部の排障器（スカート）は撤去された。

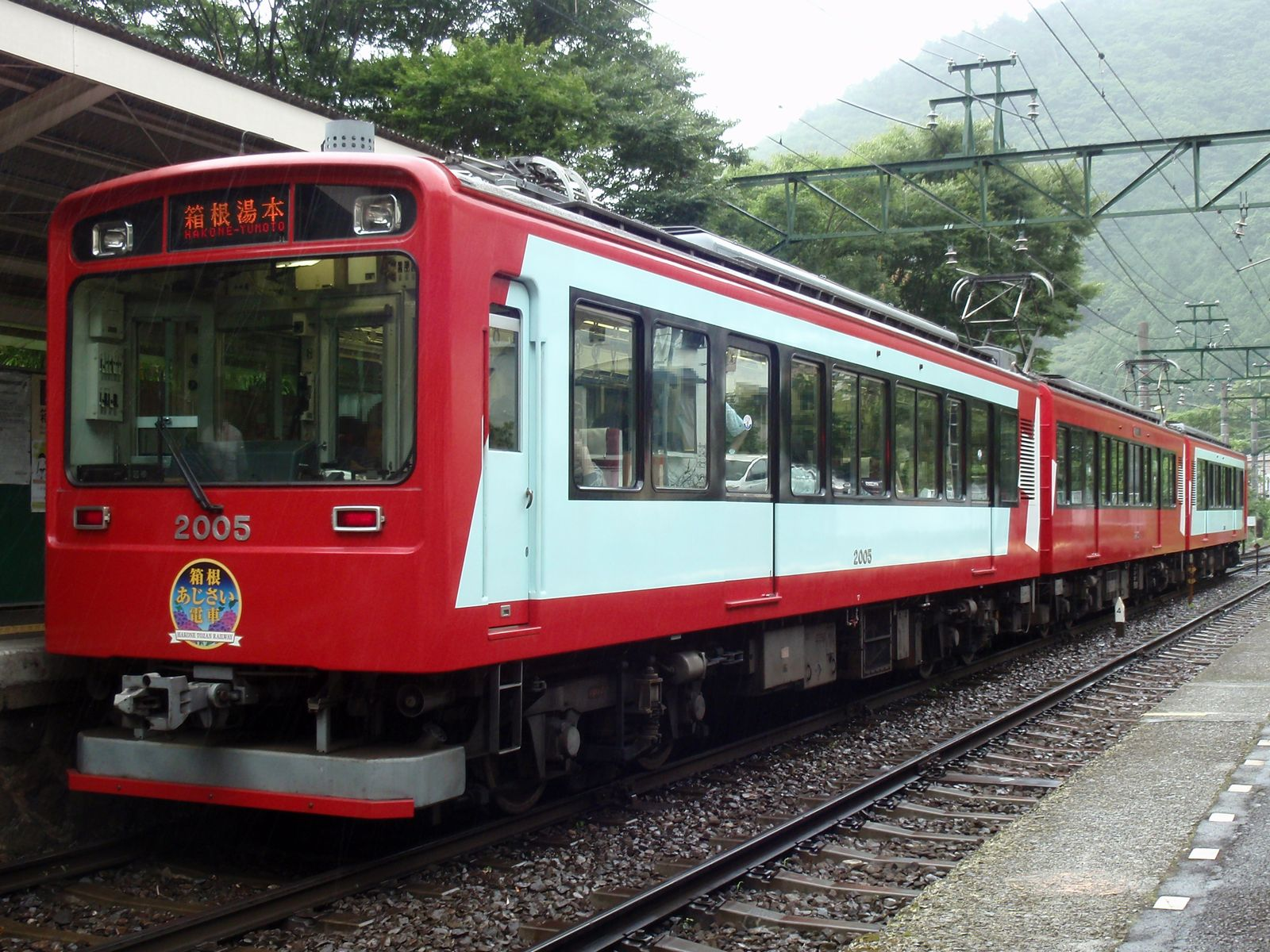
「氷河急行」色に変更された第3編成

2009年には第3編成が、姉妹鉄道提携を結ぶレーティッシュ鉄道の看板列車「氷河急行」と同じ塗装デザインに変更された。これは「氷河急行」の新型車両をモデルとしたもので、同年3月14日から運用を開始した。
| 「アレグラ号」色に変更された第2編成  |  | 登場時の塗装に変更された第1編成  |
| 「アレグラ号」色に変更された 第2編成 |  | 登場時の塗装に変更された 第1編成 |

2010年には、第1編成と第2編成がロングシート化された。また、同年5月23日には天皇と皇后が箱根登山鉄道に乗車することになり、「氷河急行」色の第3編成が「お召し列車」に使用された。正面の行先表示は「貸切」で、日章旗をあしらったステッカーが前面に掲出された。
2014年には、同年に登場する3000形「アレグラ号」との連結に対応するために第1・2編成とも連結器が交換され、フルカラーLEDの側面表示器が設置された。同年夏頃には第2編成が、2015年3月には第1編成が「アレグラ号」に準じた塗装へ変更された。2018年2月には第1編成が登場時の塗装に変更されて検査出場した。
2018年8月1日に、2021年 - 2022年頃に車体の更新時期を迎えるのに合わせて制御装置の更新や空調装置の搭載場所を室内から屋根上に変更することが発表された。

## 編成表
凡例Mc …制御電動車、M …電動車、CON…制御装置、SIV…補助電源装置、CP…電動空気圧縮機、PT…集電装置

### 2両編成
登場当時および2004年以降の第1編成・第2編成。
|          | ← 出山・上大平台/小田原・大平台・強羅 → |               |
| 形式     | クモハ2100                              | クモハ2000    |
| 区分     | Mc                                      | Mc            |
| 車両番号 | 2002                                    | 2001          |
| 車両番号 | 2004                                    | 2003          |
| 自重     | 33.9t                                   | 33.1t         |
| 搭載機器 | CON,SIV,CP,PT                           | CON,SIV,CP,PT |
| 定員     | 73                                      | 73            |

### 3両編成
1993年以降の3両編成。2004年以降は第3編成のみ。（2201,2202は1000形と連結）
|          | ← 出山・上大平台/小田原・大平台・強羅 → |               |               |
| 形式     | クモハ2100                              | モハ2200      | クモハ2000    |
| 区分     | Mc                                      | M             | Mc            |
| 車両番号 | 2002                                    | 2201          | 2001          |
| 車両番号 | 2004                                    | 2202          | 2003          |
| 車両番号 | 2006                                    | 2203          | 2005          |
| 自重     | 34.1t                                   | 32.0t         | 33.3t         |
| 搭載機器 | CON,SIV,CP,PT                           | CON,SIV,CP,PT | CON,SIV,CP,PT |
| 定員     | 73                                      | 85            | 73            |